# Mina Tizapa
Mina Tizapa är en gruva mellan kommunerna Zacazonapan och Temascaltepec i Mexiko, nära samhällen som El Salitre, och Alcantarilla. Gruvan har varit i drift sedan 1994 och utvinner zink, koppar och bly. Gruvan producerar cirka 980 ton per år av olika metaller, och är en av de fjärde viktigaste zinkgruvorna i Mexiko.